# Sécurité énergétique et technologies renouvelables
 (juillet 2023).
Si vous disposez d'ouvrages ou d'articles de référence ou si vous connaissez des sites web de qualité traitant du thème abordé ici, merci de compléter l'article en donnant les références utiles à sa vérifiabilité et en les liant à la section « Notes et références ».
 (juillet 2023).
La mise en forme du texte ne suit pas les recommandations de Wikipédia : il faut le « wikifier ».
Les points d'amélioration suivants sont les cas les plus fréquents. Le détail des points à revoir est peut-être précisé sur la page de discussion.
- Les titres sont pré-formatés par le logiciel. Ils ne sont ni en capitales, ni en gras.
- Le texte ne doit pas être écrit en capitales (les noms de famille non plus), ni en gras, ni en italique, ni en « petit »…
- Le gras n'est utilisé que pour surligner le titre de l'article dans l'introduction, une seule fois.
- L'italique est rarement utilisé : mots en langue étrangère, titres d'œuvres, noms de bateaux, etc.
- Les citations ne sont pas en italique mais en corps de texte normal. Elles sont entourées par des guillemets français : « et ».
- Les listes à puces sont à éviter, des paragraphes rédigés étant largement préférés. Les tableaux sont à réserver à la présentation de données structurées (résultats, etc.).
- Les appels de note de bas de page (petits chiffres en exposant, introduits par l'outil «  Source ») sont à placer entre la fin de phrase et le point final[comme ça].
- Les liens internes (vers d'autres articles de Wikipédia) sont à choisir avec parcimonie. Créez des liens vers des articles approfondissant le sujet. Les termes génériques sans rapport avec le sujet sont à éviter, ainsi que les répétitions de liens vers un même terme.
- Les liens externes sont à placer uniquement dans une section « Liens externes », à la fin de l'article. Ces liens sont à choisir avec parcimonie suivant les règles définies. Si un lien sert de source à l'article, son insertion dans le texte est à faire par les notes de bas de page.
- La présentation des références doit suivre les conventions bibliographiques. Il est recommandé d'utiliser les modèles {{Ouvrage}}, {{Chapitre}}, {{Article}}, {{Lien web}} et/ou {{Bibliographie}}. Le mode d'édition visuel peut mettre en forme automatiquement les références.
- Insérer une infobox (cadre d'informations à droite) n'est pas obligatoire pour parachever la mise en page.

Pour une aide détaillée, merci de consulter Aide:Wikification.
Si vous pensez que ces points ont été résolus, vous pouvez retirer ce bandeau et améliorer la mise en forme d'un autre article.
 (juillet 2023).
Personne ne peut nier les avantages environnementaux de la technologie moderne qui utilise les énergies renouvelables, mais ses effets et ce qu'elle peut contribuer à la sécurité énergétique ne sont pas aussi célèbres. Les technologies renouvelables peuvent améliorer la sécurité énergétique dans les domaines de la production d'électricité, de l'approvisionnement en chaleur et des transports.

## Sécurité énergétique
L'accès à une énergie bon marché est devenu une nécessité pour les économies modernes de fonctionner. Cependant, la répartition injuste des stocks d'énergie fossile entre les pays ainsi que le besoin urgent d'obtenir de plus grandes sources d'énergie ont conduit à de nombreuses faiblesses et négatifs. Parmi les risques pour la sécurité énergétique mondiale figurent l'instabilité politique dans les pays producteurs d'énergie, la manipulation des approvisionnements énergétiques, ainsi que la concurrence pour les sources d'énergie et les attaques contre les infrastructures des installations d'approvisionnement énergétique، ainsi que les accidents et les catastrophes naturelles.

## Transport
Dans un rapport sur l'Agence internationale de l'énergie présenté sur les Perspectives énergétiques mondiales 2006, il a déclaré que la forte demande de pétrole, si elle n'était pas surveillée, entraînerait l'arrêt de l'approvisionnement en pétrole des pays consommateurs, car cela entraînerait Une hausse tragique des prix. Les biocarburants renouvelables utilisés dans les transports et les transports sont une source majeure complètement différente des produits pétroliers traditionnels. Les biocarburants de céréales et de betteraves dans les régions tempérées sont une alternative importante et nécessaire, mais elle est relativement coûteuse, et l'efficacité de son utilisation ainsi que la réduction des émissions de dioxyde de carbone sont variables et instables. Cependant, les biocarburants de la canne à sucre et d'autres cultures tropicales sont très fructueux, plus compétitifs et plus efficaces. Mais la première génération de biocarburants doit finalement concurrencer la production alimentaire pour la terre, l'eau et d'autres ressources. C'est pourquoi des efforts supplémentaires sont désormais nécessaires pour développer et commercialiser des technologies de biocarburant de deuxième génération، Comme la ligno-cellulosique, les raffineries biologiques et la ligno-cellulosique afin que nous puissions produire des biocarburants et d'autres produits à partir de matières végétales comestibles de manière plus flexible.
Selon l'Agence internationale de l'énergie, la commercialisation de l'éthanol cellulosique permettra au carburant éthanol de jouer un rôle beaucoup plus important à l'avenir qu'on ne le pensait auparavant. . L'éthanol cellulosique peut être produit à partir de matières végétales constituées principalement de fibres cellulosiques non comestibles qui forment souvent les racines et les branches de la plupart des plantes. Les cultures énergétiques, comme l'herbe, sont également des sources de cellulose prometteuses qui peuvent être exploitées dans de nombreuses régions des États-Unis.

## Le chauffage
Pour les pays où une dépendance accrue à l'égard du gaz importé est considérée comme un problème important auquel ils sont confrontés, mais les technologies des énergies renouvelables peuvent fournir des sources alternatives d'énergie électrique، En plus de réduire la demande d'électricité en produisant directement de la chaleur. L'Agence internationale de l'énergie note que le rapport de la contribution des sources d'énergie renouvelables directes qu'elle peut apporter au chauffage domestique ou commercial et au chauffage industriel des procédés mérite une attention plus grande et plus profonde que celle qui lui est actuellement fournie. La chaleur des sources d'énergie solaire et géothermique, ainsi que les pompes à chaleur، En termes de coût, il est efficace, mais il tombe souvent dans l'écart entre les programmes gouvernementaux qui sensibilisent le public et incitent à stimuler la production et l'utilisation de l'électricité à partir de sources renouvelables ainsi que l'efficacité énergétique.
Les systèmes de chauffage solaire sont une technique bien connue, généralement composée de complexes solaires thermiques, d'un système de fluide pour transférer la chaleur du complexe au point d'utilisation, et d'un réservoir ou d'un réservoir pour stocker la chaleur. Ces systèmes peuvent être utilisés pour obtenir de l'eau chaude à usage domestique, des piscines ou des maisons et des entreprises. La chaleur peut également être utilisée pour des applications pratiques industrielles ou comme apport d'énergie pour d'autres utilisations telles que les équipements de réfrigération. Dans de nombreux climats chauds, le système de chauffage solaire peut fournir un pourcentage très élevé (50 à 75%) d'énergie nécessaire à l'eau chaude domestique.

## Production d'électricité
Le déploiement de technologies d'énergie renouvelable, qui augmente généralement la diversité des sources d'énergie électrique, grâce à la production locale, contribue à la résilience et à la résistance du système aux chocs centraux. L'Agence internationale de l'énergie note que l'attention dans ce domaine est concentrée de manière disproportionnée sur la question de la diversification de la production d'énergie renouvelable. Cependant, cela ne s'applique qu'à certaines technologies d'énergie renouvelable, principalement l'énergie éolienne et solaire، Son importance dépend d'un ensemble de facteurs qui incluent la pénétration des sources d'énergie renouvelables concernées et leur utilisation dans divers domaines, la facilité de communication à plus grande échelle avec ce système et la flexibilité de la demande. Ces changements constituent rarement un obstacle à la propagation croissante des énergies renouvelables. Cependant, à des niveaux de travail élevés, cela nécessite une analyse et une gestion minutieuses, et il faut donc tenir compte du fait que des coûts supplémentaires sont fournis pour renforcer ou modifier le système.

## lCentrale électrique combinée
Le Composite Power Lab, un projet reliant 36 installations éoliennes, solaires, de biomasse et hydroélectriques dans toute l'Allemagne, a été présenté، Un groupe de sources renouvelables avec une surveillance plus efficace peut équilibrer les fluctuations énergétiques à court terme et fournir une électricité fiable à 100% des énergies renouvelables..